# James George
James George (Akron, 1º giugno 1935) è un ex sollevatore statunitense che ha gareggiato nella categoria dei pesi massimi leggeri (fino a 82,5 kg.).

## Carriera
James George è figlio di immigrati di origine bulgara provenienti dalla Macedonia del Nord, all'epoca parte della ex Jugoslavia. Anche suo fratello maggiore, Peter George, è stato un sollevatore di pesi, campione olimpico nel 1952.
Nel 1955 James George vinse la medaglia di bronzo ai Campionati mondiali di Monaco di Baviera con 402,5 kg. nel totale su tre prove.
L'anno seguente partecipò alle Olimpiadi di Melbourne 1956, ottenendo un'altra medaglia di bronzo con 417,5 kg. nel totale, stesso risultato ottenuto dall'iraniano Jalal Mansouri, con assegnazione del bronzo allo statunitense grazie al suo peso corporeo inferiore.
Nel 1957 vinse la medaglia d'argento ai Campionati mondiali di Teheran con 422,5 kg. nel totale, battuto dal sovietico Trofim Lomakin (450 kg.).
La stessa medaglia la ottenne l'anno successivo ai Campionati mondiali di Stoccolma con 435 kg. nel totale, battuto anche questa volta da Lomakin (440 kg.).
Nel 1959 partecipò dapprima ai Giochi Panamericani di Chicago, vincendo la medaglia d'oro con 402,5 kg. nel totale e, dopo qualche settimana, gareggiò ai Campionati mondiali di Varsavia, vincendo la medaglia di bronzo con 417,5 kg. nel totale.
L'anno successivo James George prese parte alle Olimpiadi di Roma 1960, dove riuscì a migliorarsi rispetto ai Giochi Olimpici di quattro anni prima e a vincere la medaglia d'argento con 430 kg. nel totale, alle spalle del polacco Ireneusz Paliński (442,5 kg.) e davanti all'altro polacco Jan Bochenek (420 kg.).
Nel corso della sua carriera James George realizzò due record mondiali, di cui uno nella prova di strappo ed uno nella prova di slancio.